# Euploea zonata
Euploea zonata är en fjärilsart som beskrevs av Druce 1873. Euploea zonata ingår i släktet Euploea och familjen praktfjärilar. Inga underarter finns listade i Catalogue of Life.